# تیم فریس شو
تیم فریس شو (به انگلیسی: The Tim Ferriss Show) پادکستی با اجرای نویسنده، کارآفرین و نیکوکار آمریکایی، تیم فریس است.

## تاریخچه
انتشار تیم فریس شو از سال ۲۰۱۴ آغاز شد. این پادکست شامل مصاحبه‌های هفتگی با افراد موفقی است که چگونگی دستیابی به موفقیت در حرفه خود را به اشتراک می‌گذارند. فریس پس از شکست اولیه مجموعهٔ تلویزیونی‌اش و استرس تلاش برای توزیع کتاب تازه منتشرشده‌اش، تصمیم گرفت پادکست را به عنوان یک پروژهٔ جانبی شروع کند.
در سال ۲۰۱۶، این پادکست ۷۰ میلیون دانلود شده بود. طبق گزارش مجلهٔ ارتباطات تجاری، این پادکست در سال ۲۰۲۴ به حدود یک میلیارد دانلود رسید.

## ساختار
تیم فریس شو شامل مصاحبه‌های طولانی با مهمانان مختلف است.
فریس سوالاتی می‌پرسد که برای بررسی برنامه‌های روزمرهٔ افراد موفق طراحی شده‌اند تا روش‌های پشت دستاوردهای آنها را کشف کند.

## بازخورد
از فریس به خاطر پادکستش به عنوان «اپرای صوت» یاد می‌کنند. همچنین اصطلاح «اثر تیم فریس» برای توضیح اینکه چگونه اشاره به محصول در یک پادکست می‌تواند فروش را افزایش دهد، بکار می‌رود.
وال استریت ژورنال در سال ۲۰۱۶، تیم فریس شو را به عنوان یکی از بهترین پادکست‌ها برای خودسازی معرفی کرد.